# Concha

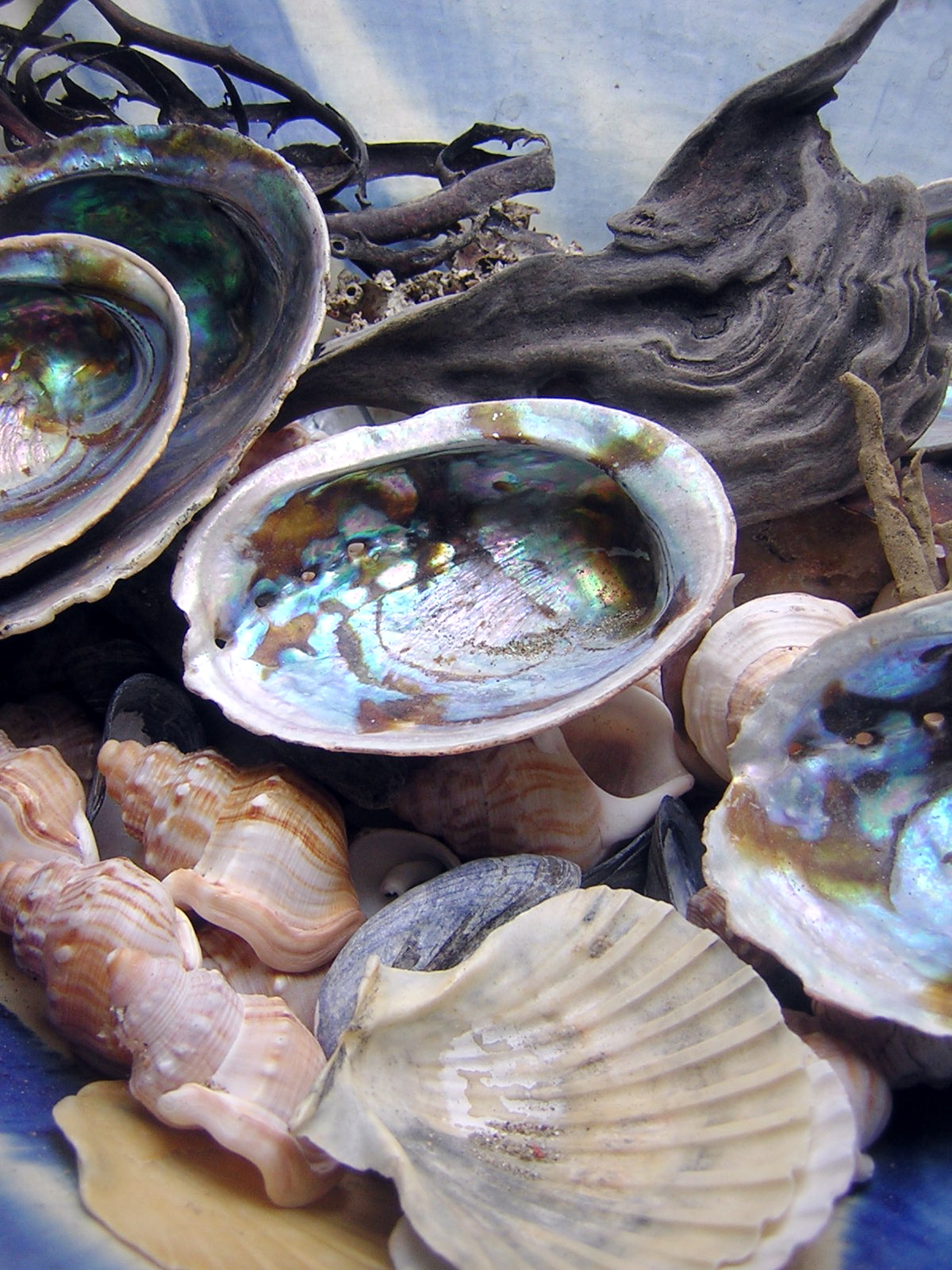
Colección de diversas conchas.

Una concha es la cobertura dura, rígida y exterior que poseen ciertos animales. Solo se consideran conchas los exoesqueletos de los moluscos.

## Descripción
La concha funciona en los moluscos como protección contra las agresiones externas de sus depredadores y como punto de anclaje para sus músculos y órganos, es decir, como soporte anatómico. Tiene tres capas, aunque alguna de ellas puede desaparecer en ciertos grupos de moluscos. La más interna es el nácar o endostraco. Es una mezcla orgánica de capas de conquiolina (una escleroproteína, relacionada con la quitina que constituye el caparazón de los insectos, crustáceos y otros organismos) y cristales de aragonito. La intermedia es el mesostraco, donde aparecen cristales prismáticos de carbonato cálcico (CaCO3), en forma de aragonito o calcita. Por último, el periostraco es una capa orgánica de conquiolina. Solamente podría decirse que la conquiolina se parece a la queratina, porque ambas son escleroproteínas. 

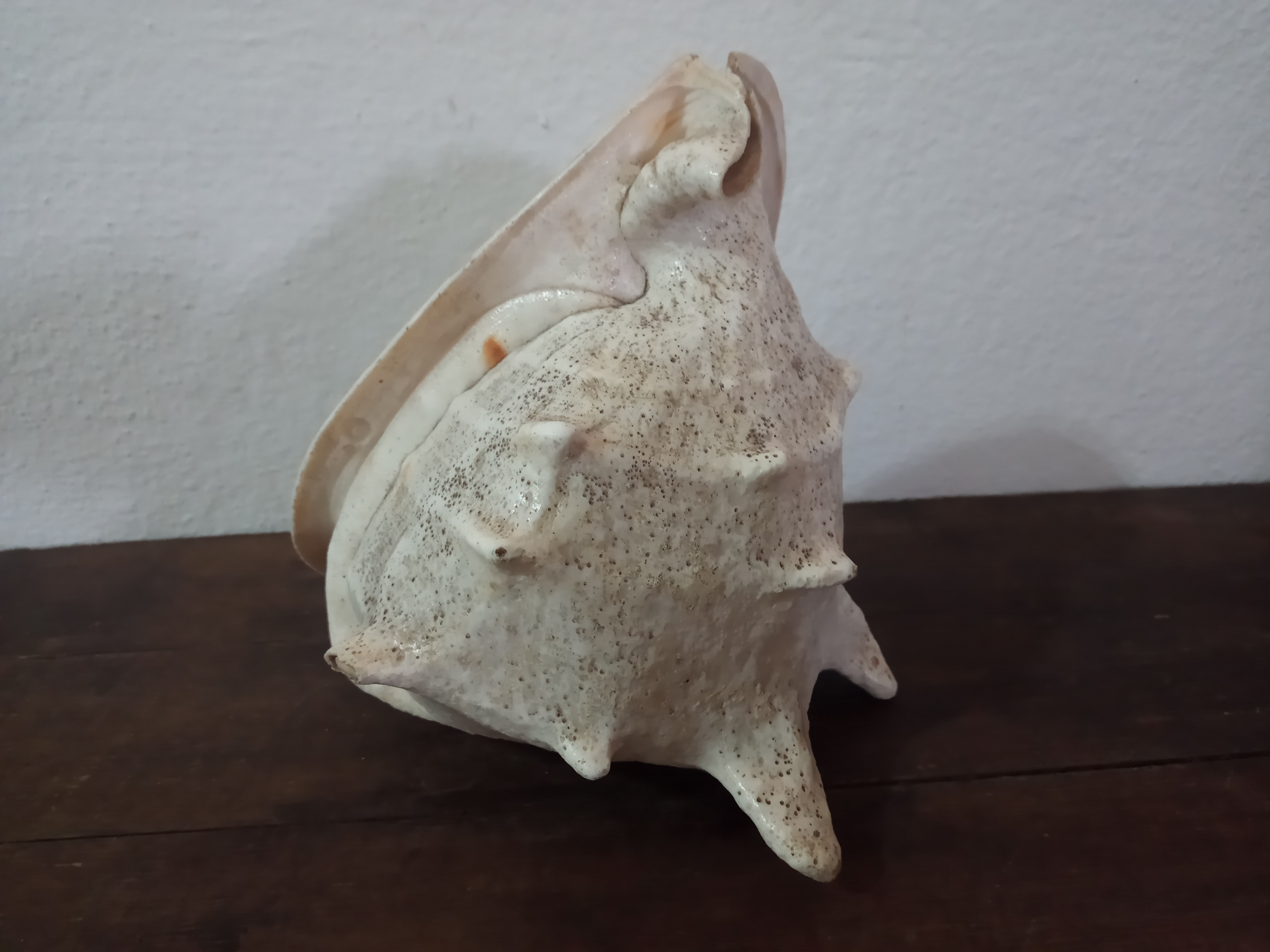

El nácar se segrega por unas células ectodérmicas del manto de ciertas especies de moluscos. La sangre de los moluscos es rica en una forma líquida de calcio, que se concentra fuera del flujo sanguíneo y se cristaliza como carbonato de calcio. Los cristales individuales de cada capa difieren en su forma y orientación. El nácar se deposita de forma continua en la superficie interna de la concha del animal (la capa nacarada iridiscente, también conocida como madreperla). Estos procesos proporcionan al molusco un medio para alisar la propia concha y mecanismo de defensa contra organismos parásitos y desechos dañinos.
Cuando un molusco es invadido por un parásito o molestado por un objeto extraño que el animal no puede expulsar, entra en acción un proceso conocido como enquistación, por el cual la entidad ofensiva se ve envuelta, de forma progresiva, por capas concéntricas de nácar. Con el tiempo se forma lo que conocemos como perlas, y la enquistación se mantiene mientras el molusco viva.
Es segregada por el manto, un repliegue dérmico que recubre el cuerpo del animal y que sirve de base para el posterior depósito de sales minerales. Estas se cristalizan de diferentes formas dando lugar a las diferentes capas de la concha.
Son, en su mayoría, dextrógiras, es decir, la espiral que la constituye se enrolla siempre hacia la derecha. Existen otras (muy pocas) que son levógiras (esto es, crecen enrolladas hacia la izquierda) como la Neptunea contraria o Sinistralia maroccensis y, en ocasiones, se encuentra algún ejemplar levógiro de una especie que es normalmente dextrógira, debido a una mutación producida durante las primeras fases del desarrollo de larvario.

## Bivalvos

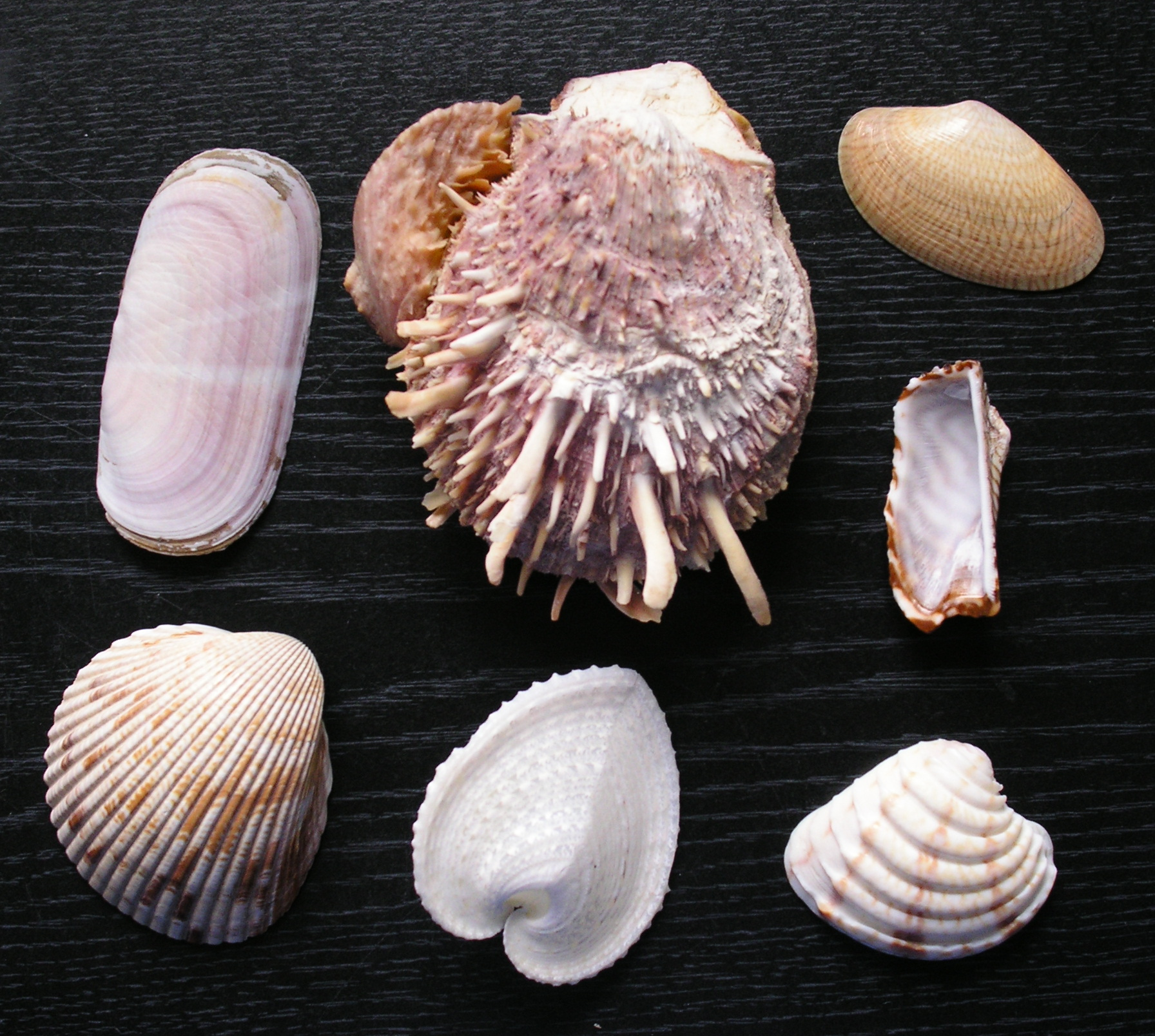
Conchas de bivalvos.

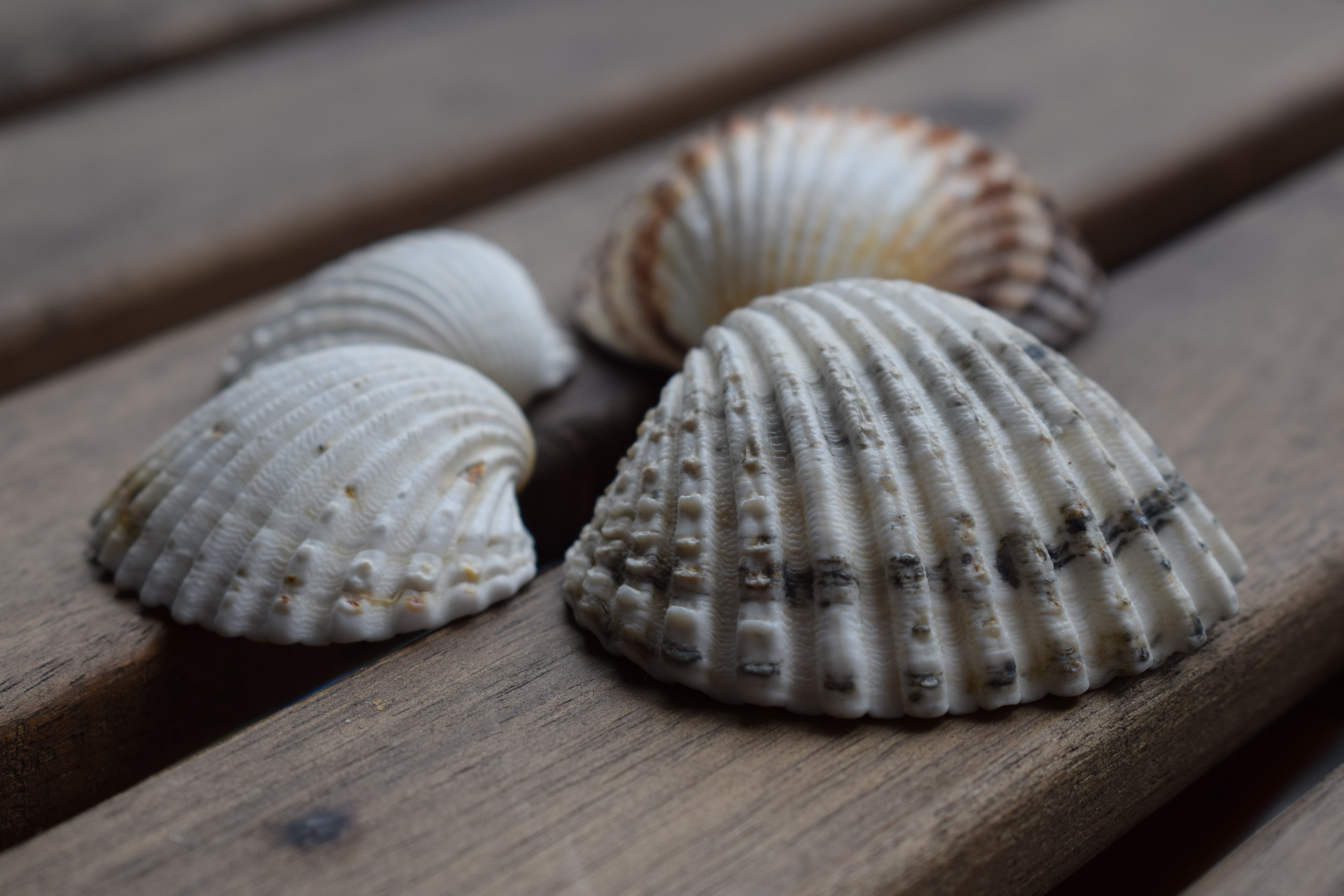
Conchas playa de Barcelona

Se denomina valva a cada una de las partes del esqueleto exterior (la concha) que componen a los moluscos bivalvos. 
Las valvas puede ser:
- Equilaterales: son aquellas que se presentan iguales a cada lado del eje central.
- Equivalva: aquellas que son de igual forma y tamaño.
- Inequivalva: son aquellas que presentan formas distintas en un mismo organismo.
- Subcuadrada: son de forma similar a un cuadrado o rectángulo.

## Gasterópodos

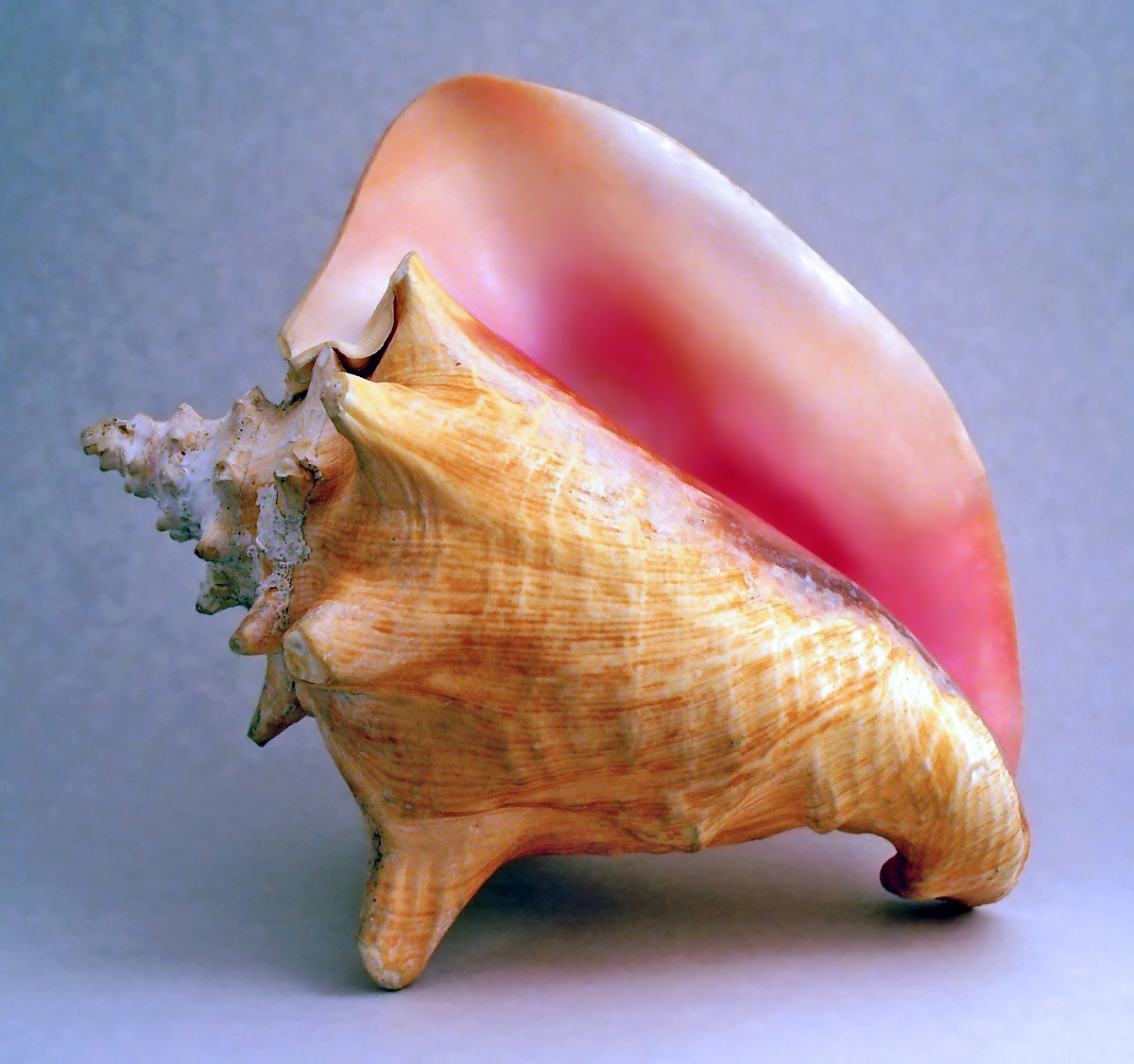
Caracola Reina (Lobatus gigas).

La concha de los moluscos gasterópodos está formada por una pieza enrollada en espiral cuya abertura quedará hacia la derecha o hacia la izquierda si se observa la concha con el ápice hacia arriba y la abertura hacia el observador. La mayoría de las especies de moluscos gasterópodos tienen una concha que se abre hacia la derecha (dextrógiras), mientras que en el resto de especies se abre hacia la izquierda (levógiras). Se trata de un carácter específico; aunque dentro de una misma especie, pueden nacer individuos con este carácter dispuesto al contrario, constituyendo rarezas.
Las conchas de los moluscos gasterópodos marinos se denominan caracolas y su nombre se emplea frecuentemente para referirse por sinonimia a todos los caracoles marinos.
Entre las especies denominadas caracolas se incluyen los géneros Melongena, (caracola gigante sagrada o caracol chactel), Pleuroploca (Pleuroploca gigantea),  Turbinella y Strombus (familia Strombidae), pero el nombre se aplica a muchas otras especies, especialmente cuando las conchas tienen ambos extremos puntiagudos, es decir, que tienen espiras altas y un canal sifonal notable.
La concha es de forma variable y la mayoría de las especies la presentan y generalmente es espiralada, sólida y constituida de carbonato de calcio, La concha puede presentar una serie de ornamentaciones como lo son: orificios y canales respiratorios, costillas verticales, cordones espirales y suturas Cuando la concha es de forma espiralada la misma presenta varias regiones o estructuras como son la abertura, la columela, la vuelta del cuerpo y la espira. La gran mayoría presenta una estructura anexa que se encarga de cerrar la concha cuando el caracol se retrae dentro de este denominada opérculo el cual es de forma y tamaño variable.

## Partes de la concha
- Valvas de la concha:
- Umbo
- Periostraco
- Líneas de crecimiento
- Bordes: anterior y posterior; dorsal y ventral
- Ligamento de la charnela (condróforo)
- Dientes de la charnela
- Línea paleal
- Seno paleal
- Impresión de los músculos aductores
- Hipostraco

## Acumulaciones de conchas
Las conchas son muy duraderas y permanecen mucho más tiempo que los animales de cuerpo blando que las producen. En lugares donde se acumulan grandes cantidades de conchas se forman sedimentos que pueden convertirse por compresión en caliza. En el caso de las acumulaciones de conchas de origen antrópico, generalmente como producto del descarte luego del consumo como alimento de las partes blandas, se denominan concheros, y constituyen algunos de los tipos de sitios arqueológicos más comunes en las costas marinas.

## Usos culturales de las conchas de moluscos

### Como divisas
Las conchas de moluscos se han utilizado desde hace milenios como medio de intercambio en varios lugares del mundo, como en muchas islas del Océano Índico y el Océano Pacífico, también en América del Norte, África y el Caribe.
- Las especies más comunes que se utilizaron como moneda han sido Monetaria moneta, cauri y ciertas conchas de dentalium, donde fueron utilizadas en el noroeste de América del Norte durante muchos siglos.[2]

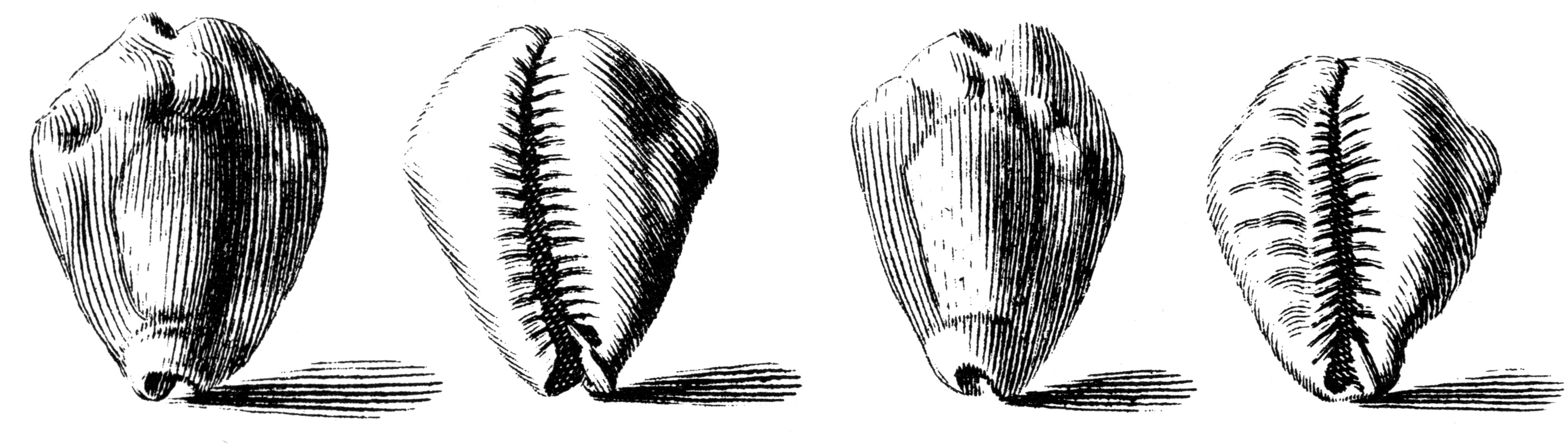
Imagen de Monetaria moneta usada como moneda.

- Históricamente, muchas de las tribus y naciones de todo el continente africano han utilizado el cauri como medio de intercambio, dado que era muy duradero y fácil de transportar. Históricamente, el cauri circuló junto con monedas y bienes de metal y divisas extranjeras.[3] A su vez, las naciones occidentales, principalmente a través de la trata de esclavos, introdujeron grandes cantidades de cauríes maldivos en África.[4]
- Algunas tribus de los pueblos indígenas de las Américas usaban conchas para wampum y pipas para el cabello. Los cinturones de wampum de los nativos americanos estaban hechos de la concha de la almeja Mercenaria mercenaria o Busycotypus canaliculatus.[5]

### Como herramientas
Las conchas marinas también se han empleado a menudo como herramientas, debido a su fortaleza y la variedad de sus formas.

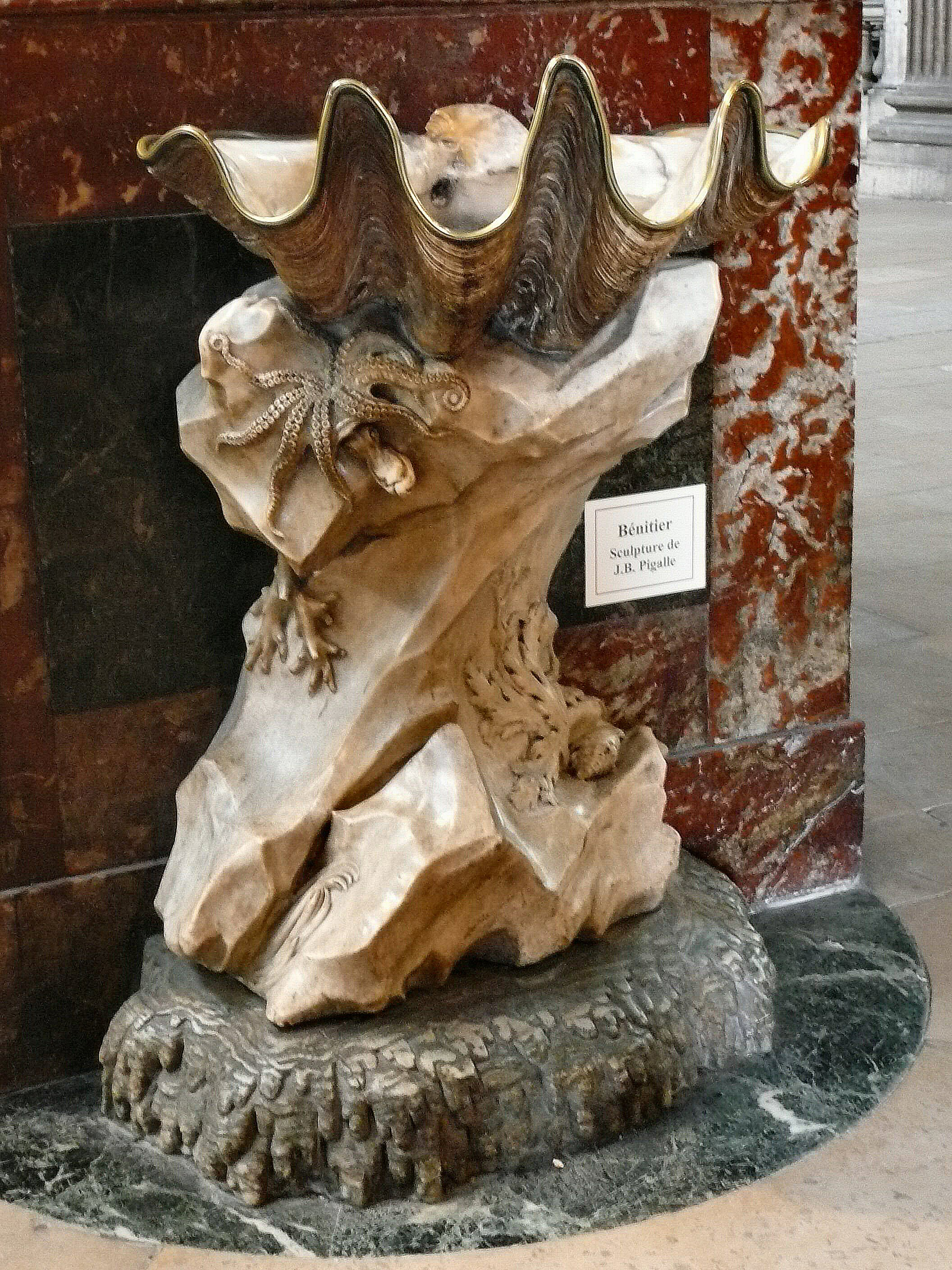
Una de las dos pilas bautismales de almejas del género Tridacna en la Iglesia de San Sulpicio de París, tallada por Jean-Baptiste Pigalle.

- Una de las dos pilas bautismales de almejas del género Tridacna en la Iglesia de San Sulpicio de París, tallada por Jean-Baptiste Pigalle.Las almejas gigantes (Tridacna gigas y otras de la Familia Tridacnidae) se han utilizado como cuencos y, cuando son lo suficientemente grandes, incluso como bañeras y pilas bautismales.
- Melo melo, un caracol de la familia de las volutas, era utilizado por los nativos australianos para achicar el agua que se les acumulaba en las canoas.[6]
- Muchas especies de bivalvos se han utilizado como raspadores, cuchillas, y otras herramientas similares, debido a la forma de las conchas que podían ser utilizadas para diferentes usos.
- Algunos gasterópodos marinos se han utilizado para lámparas de aceite, en los cuales el aceite se vierte en la abertura de la concha y el canal sifonal sirve como soporte para la mecha.

### Horticultura
Las conchas de moluscos pueden estar disponibles en grandes cantidades en algunos lugres, en su mayoría como producto de cordones litorales, y por su composición mineralógica son importantes fuentes de carbonato de calcio. Es por ello que a veces se las ha usado en la horticultura como fertilizante natural del suelo. En estos casos, se suele moler las conchas en pedazos pequeños para lograr el efecto deseado de elevar el pH y aumentar el contenido de calcio en el suelo.

### Religión y espiritualidad
Las conchas han desempeñado diversos papeles en la religión y la espiritualidad a lo largo de la historia de la humanidad, a veces incluso como objetos rituales. Por ejemplo:
- En el cristianismo, la concha de vieira se considera el símbolo del apóstol Santiago el Mayor (o Santiago Zebedeo).[7] Esto también se observa claramente en gran cantidad de lugares y señalética del camino de Santiago.
- En el hinduismo, las conchas izquierdas de Turbinella pyrum se consideran sagradas y asociadas al el dios Vishnu. Es por ello que las personas que encuentran una concha izquierda de esta especie también se la consagra a Vishnu. Esta concha también cumple un rol importante en la religión budista.[8]

Una concha de Turbinella pyrum sagrada representada en la bandera de Travancore, India.

- Las conchas de caurí a menudo también se las ha considerado como símbolos de la fertilidad femenina, por lo que a veces se los trataba como verdaderos amuletos de fertilidad. Esta asociación en parte es debido a que el dorso de la concha se asemeja a un vientre embarazado, y la parte inferior a una vulva.[9] En el estado de Kerala, en el sur de la India, los caracoles se utilizan para hacer predicciones astrológicas.
- En la Santería, la religión sincrética afroamericana, las conchas de moluscos se utilizan para la adivinación.[10]

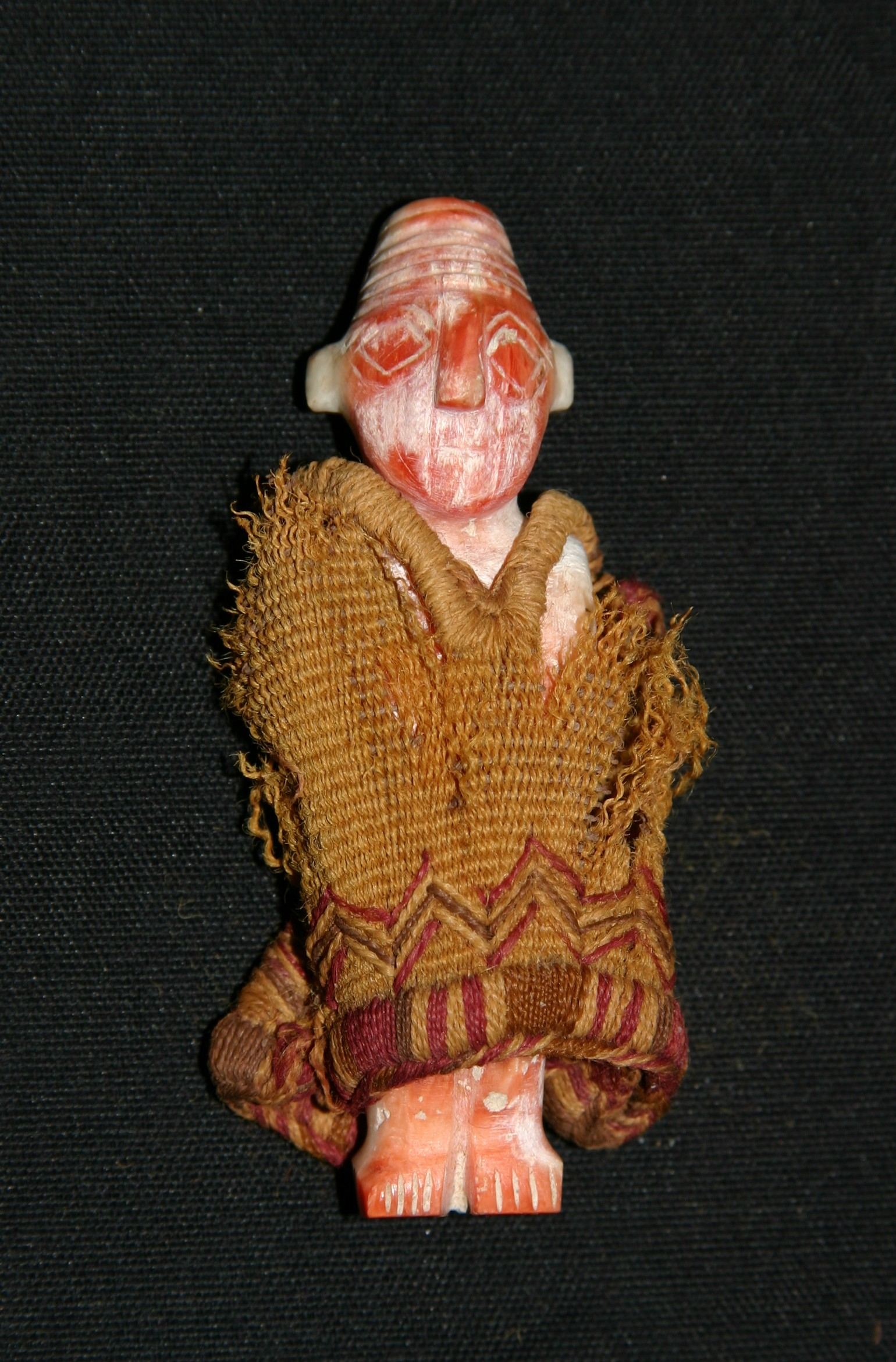
Figurina Inca, hecha sobre concha de Spondylus y lana de alpaca.

- Figurina Inca, hecha sobre concha de Spondylus y lana de alpaca.En la cultura Moche del antiguo Perú se adoraba a los animales y al mar, por lo que existen diferentes representaciones de conchas en su arte.[11] En el mundo andino, así como en el resto de las culturas americanas, también se empleaban valvas de Spondylus para la realización de diferentes figuras y piezas de arte mobiliar.[12]

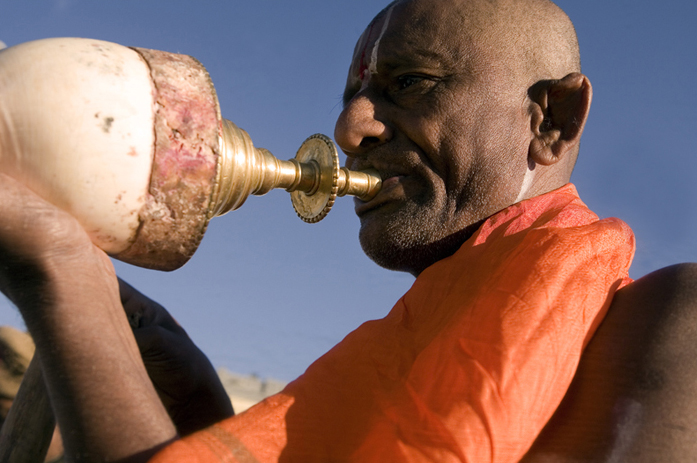
Sacerdote hindú tocando una trompeta ritual hecha de Turbinella pyrum.

### Instrumentos musicales
Las conchas se han empleado como instrumentos musicales, principalmente como instrumentos de viento, durante muchos cientos, si no miles de años. La mayoría de las veces, las grandes conchas de los caracoles de mar se han usado como trompetas, a partir de realizar un agujero en el ápex de la concha o cortando la espira por completo. Si bien se distintas conchas de grandes gasterópodos marinos se pueden convertir en instrumentos, las especies más comunes que se han usado como trompetas de "concha" son:
- Turbinella pyrum, conocida como chank sagrado en la India, mientras que el Tíbet se le conoce como "dung-dkar".[13]
- La concha de Charonia tritonis, también conocida como "trompeta de Tritón", se la utiliza como trompeta en las culturas de Melanesia y Polinesia, así como también en Corea y Japón. En Japón, este tipo de trompeta se conoce como horagai. En Corea se le conoce como nagak. En algunas islas de la Polinesia se le conoce como "pu".[13]

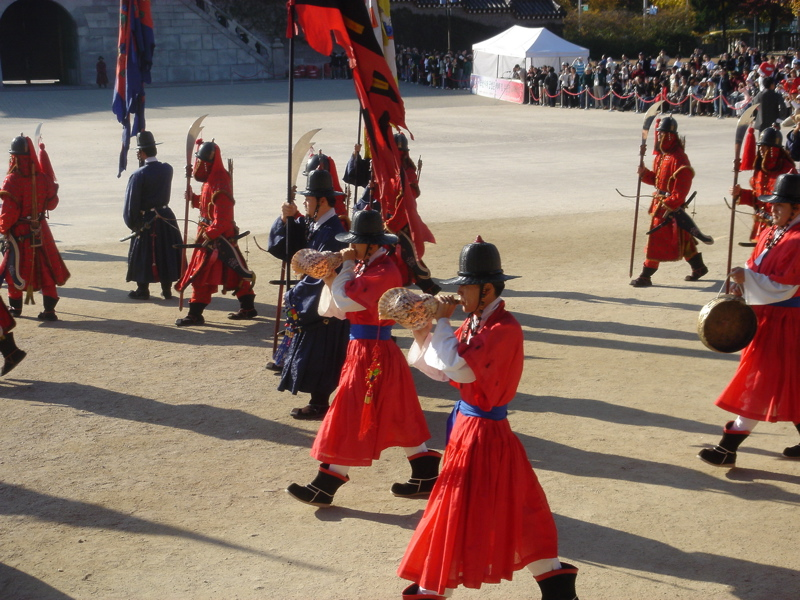
Procesión militar coreana usando trompetas de Charonia tritonis.

- El caracol Lobatus gigas, ha sido utilizado como trompeta en el Caribe.

En muchas culturas se les suele contar a los niños el mito de que puedes escuchar el sonido del océano al acercar a una concha marina a la oreja. Este sonido, que recuerda al oleaje, se debe al efecto de la resonancia de la concha marina.

### Adornos personales
Las conchas de moluscos, ya sean enteras o partes de ellas, se han utilizado como objetos de adorno o joyería desde tiempos prehistóricos. Las primeras evidencias de este tipo datan de hace cerca de 80.000 años en Cueva de Blombos (Sudáfrica), donde se recuperaron cuentas hechas de valvas de Nassarius.
Históricamente, el nácar era principalmente un producto de conchas marinas, aunque más recientemente parte del nácar proviene de mejillones de agua dulce.

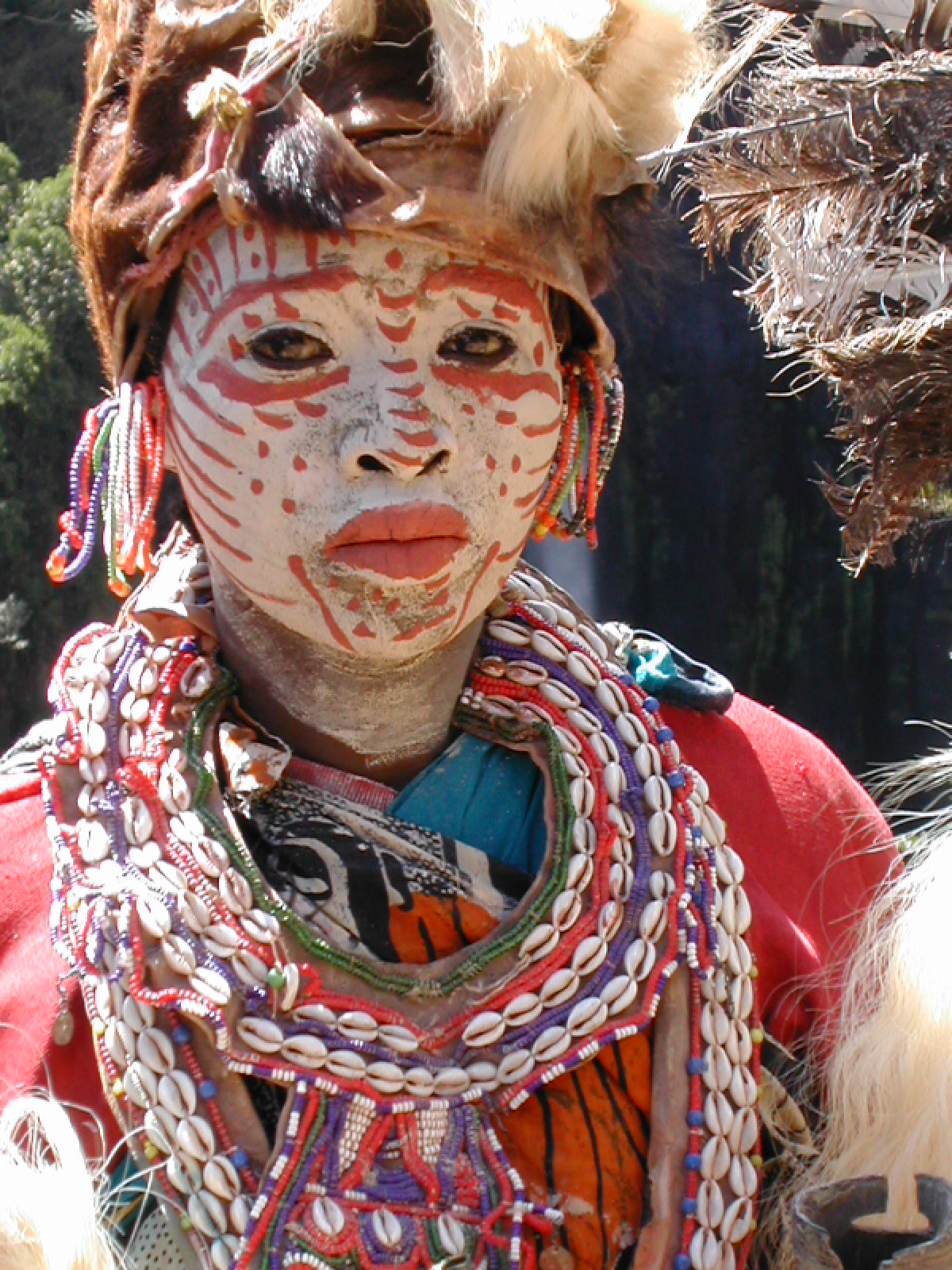
Ejemplo de collares de cuentas de cauri en la vestimenta tradicional del pueblo Kikuyu de Kenia, África.

- Ejemplo de collares de cuentas de cauri en la vestimenta tradicional del pueblo Kikuyu de Kenia, África.Se han encontrado collares de cuentas de conchas de moluscos en tumbas de la Edad de Piedra en sitios prehistóricos ubicados en localizaciones del interior Francia hasta el valle del Dordoña.
- Las conchas de pequeños caracoles pueden ser usadas enteras y perforadas, de modo que se ensartan como cuentas, formado collares de diversa extensión. A veces se pueden encontrar conchas que ya están "perforadas" por caracoles depredadores de la familia Naticidae. Las mujeres aborígenes de Tasmania fabricaron finos collares de conchas enteras durante más de 2600 años. Los collares representan una importante tradición cultural que aún practican las mujeres mayores.[15]
- Las "partes superiores" de las conchas del género Conus desgastadas de forma natural (el ápice roto, que a menudo tiene un agujero desgastado en la punta) pueden ser usadas como cuentas sin ninguna modificación adicional. En Hawái, estas cuentas naturales se recogían tradicionalmente de la playa para hacer cuentas que en idioma hawaiano se denominan puka.[16] Dado que es difícil obtener grandes cantidades de este tipo de cuentas desgastadas de forma natural en la playa, casi todas las cuentas de puka utilizan imitaciones más baratas, cortadas de conchas delgadas de otras especies de moluscos, o incluso hechas de plástico.
- Históricamente, las conchas se han utilizado, y se siguen usando, para fabricar collares, colgantes, cuentas, pendientes, botones, broches, anillos, peinetas, hebillas de cinturones y otros usos.
- La concha del caracol marino Cypraecassis rufa, se usó históricamente, y aún se usa, para hacer camafeos valiosos.
- El nácar de muchas conchas marinas, incluidas especies de la familia Trochidae, Turbinidae, Haliotidae y otros bivalvos nacarados, se ha utilizado a menudo en joyería, para realizar distintos elementos, como botones, etc.Pareja de Pearlis en Londres.

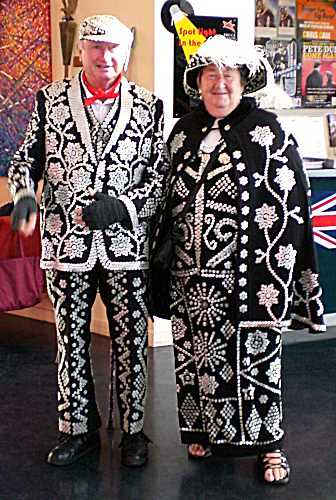
Pareja de Pearlis en Londres.

- En Londres, los Pearlis, conocidos en inglés como Pearly Kings y Pearly Queens (traducido como Rey nacarado y Reina nacarada) son una tradición caritativa organizada de la cultura de la clase trabajadora londinense. Estos visten tradicionalmente ropa cubierta con patrones compuestos por cientos de botones hechos de nácar.[17] Sin embargo, en los últimos años, la mayoría de los botones son imitaciones hechas de plástico nacarado.

### Manualidades con conchas
- La fabricación de artefactos de conchas es una práctica común en todo el mundo. Entre las mujeres aborígenes de La Perouse, cerca de Sydney (Australia), existe una tradición de manufactura de distintos tipos de objetos sobre conchas, entre ellos zapatos de bebé, joyeros y réplicas de monumentos famosos, como el puente del puerto de Sydney y la Ópera de Sydney. Esta tradición comenzó como una artesanía de las mujeres aborígenes australiana a fines del siglo XIX como forma de adaptarse al mercado de souvenir para turistas, y que ahora se considera un gran arte.[18]

### En la arquitectura
- Históricamente se han utilizado pequeños trozos de concha de colores e iridiscentes para crear mosaicos e incrustaciones, que se han utilizado para decorar paredes, muebles y cajas. También se han empleado grandes cantidades de conchas enteras, dispuestas para formar patrones, con el fin de decorar marcos de espejos, muebles y grutas hechas por el hombre.[19]

### En el arte
- La diosa del amor, Venus o Afrodita, tradicionalmente se la representaba saliendo del mar en una concha marina. En El nacimiento de Venus, Botticelli representó a la diosa Venus saliendo del océano sobre una concha de vieira.Representación de Afrodita de 13 cm de alto, siglo I a.C.

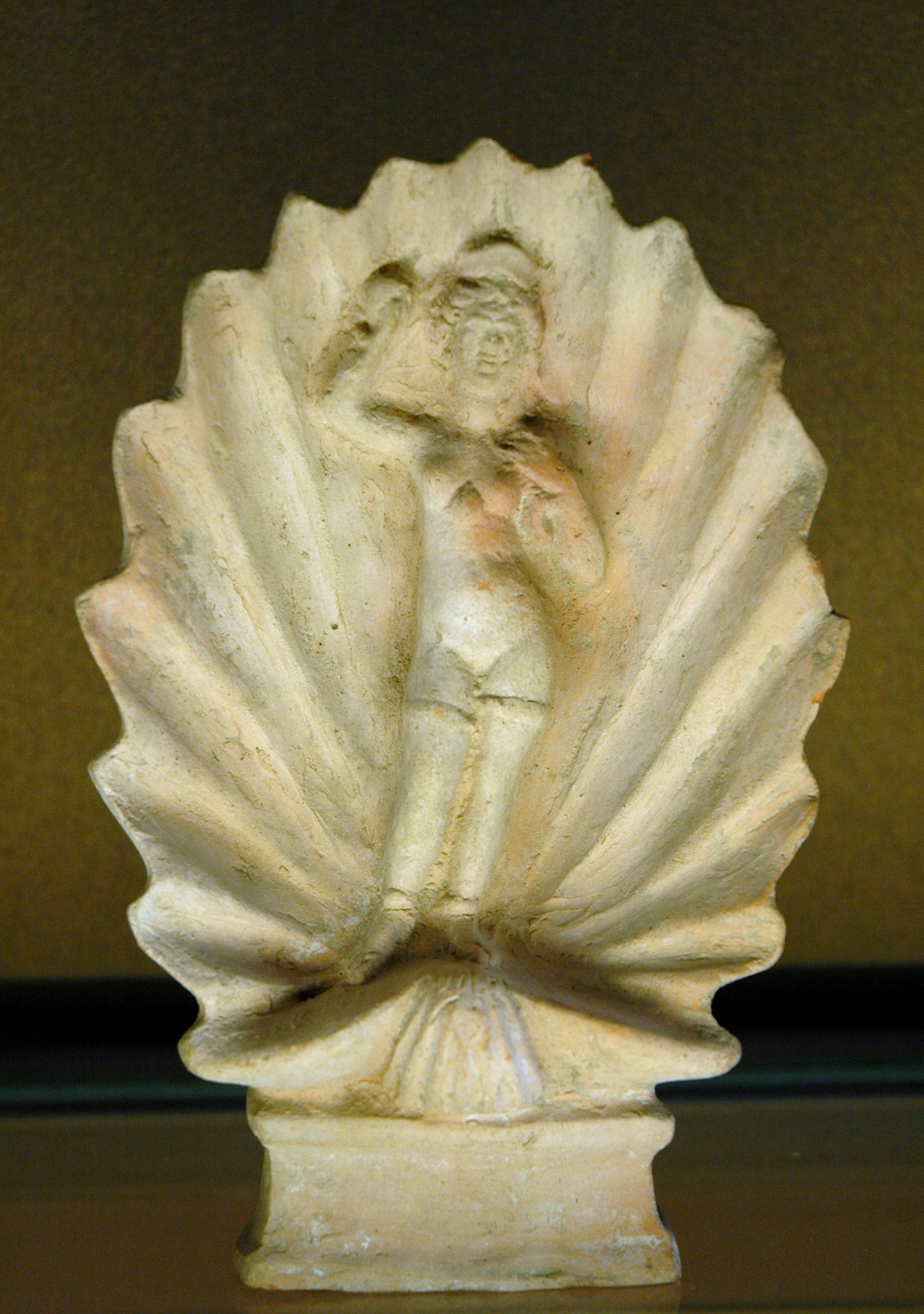
Representación de Afrodita de 13 cm de alto, siglo I a.C.

- En un parque público de la localidad de Akkulam, cerca de Thiruvananthapuram, capital del estado de Kerala (India), existe una escultura gigante que representa una concha de Turbinella pyrum, especie que se vincula con la religión hinduista.

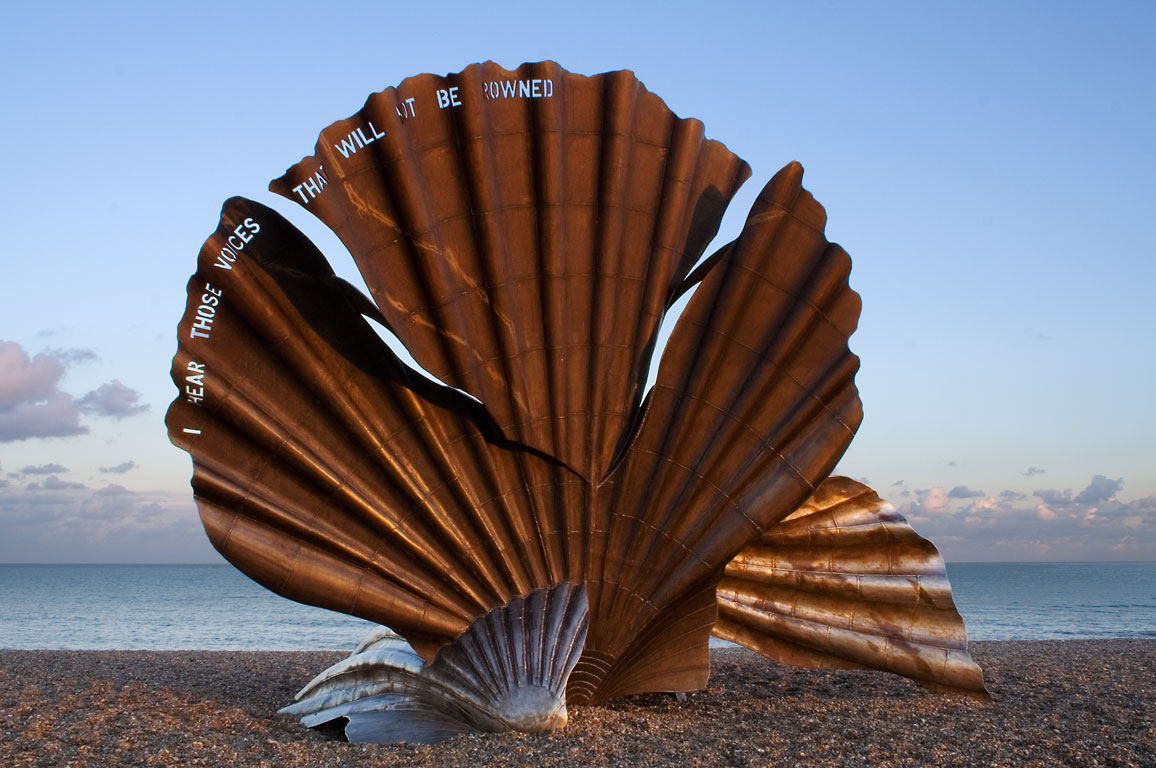
Escultura de una vieira en la playa de Aldeburgh, realizada por Maggi Hambling en el año 2003.

- Escultura de una vieira en la playa de Aldeburgh, realizada por Maggi Hambling en el año 2003.En 2003, Maggi Hambling diseñó una escultura de 4 m de altura de una concha de vieira que se encuentra en la playa de Aldeburgh, en Inglaterra.Escultura en Akkulam, cerca de Thiruvananthapuram (India).

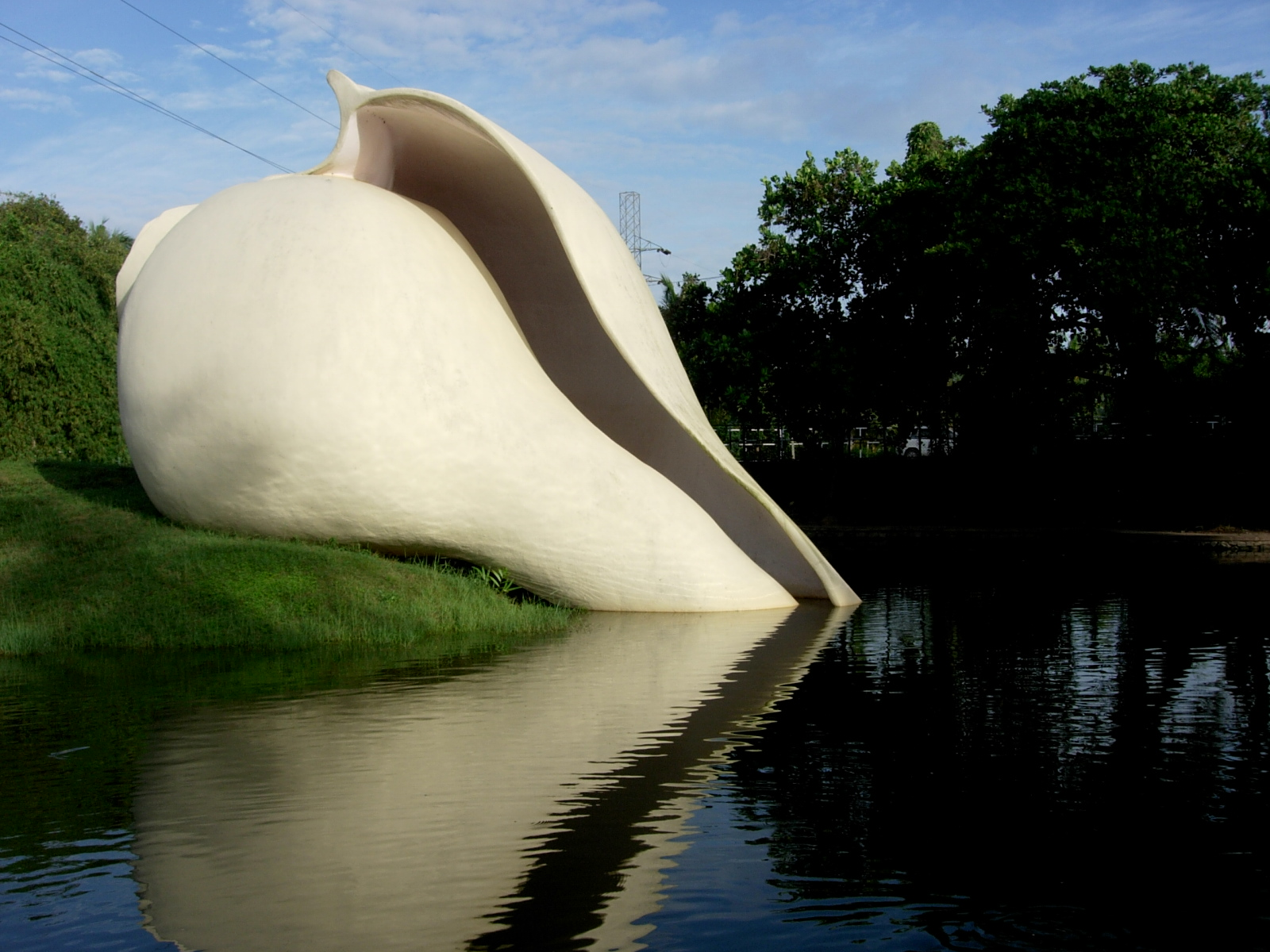
Escultura en Akkulam, cerca de Thiruvananthapuram (India).